# Polski Komisariat Plebiscytowy

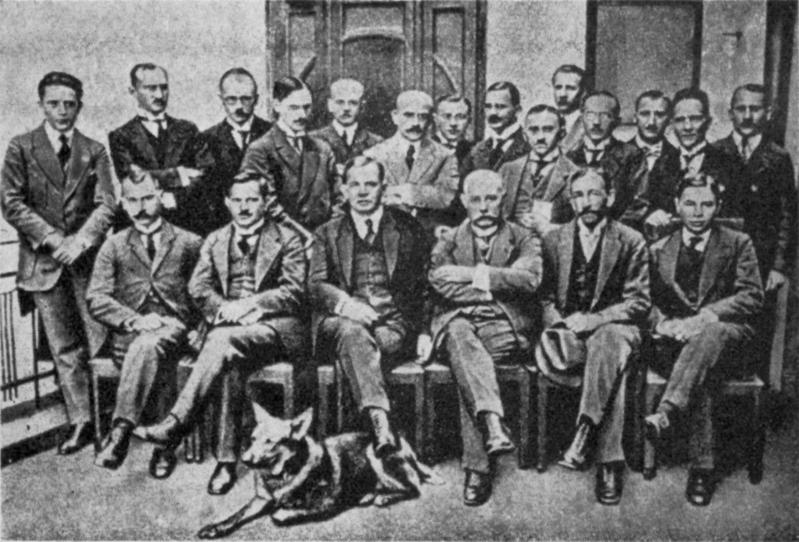
Czołowi działacze Polskiego Komisariatu Plebiscytowego na Górnym Śląsku. Siedzą od lewej: dr Franciszek Wilczek – kierownik Wydziału Kolei i Poczt, adwokat Konstanty Wolny – kierownik Wydziału Prawnego, Wojciech Korfanty. Stoi trzeci od prawej Dr. Antoni Chmurski.

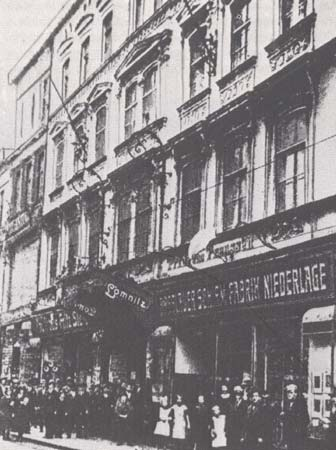
Zdjęcie Hotelu Lomnitz z czasów plebiscytu

Polski Komisariat Plebiscytowy (PKPleb.) był organem zajmującym się sprawami plebiscytu na Górnym Śląsku w zakresie akcji propagandowej, wywiadu i przygotowywania przyszłej polskiej administracji. Siedziba PKPleb. mieściła się w Hotelu "Lomnitz" przy ul. Gliwickiej 17 w Bytomiu.
Działał od lutego 1920 do kwietnia 1921 (oficjalnie rozwiązany w lipcu 1921).
Na zdjęciu obok czołowi działacze Polskiego Komisariatu Plebiscytowego na Górnym Śląsku. 
Siedzą od lewej: dr Franciszek Wilczek – kierownik Wydziału Kolei i Poczt, adwokat Konstanty Wolny – kierownik Wydziału Prawnego, Wojciech Korfanty. Stoi trzeci od prawej Dr. Antoni Chmurski.
Rząd polski na stanowisko Polskiego Komisarza Plebiscytowego mianował Wojciecha Korfantego. Zastępcami Korfantego byli: Konstanty Wolny (CHZL), Józef Rymer (NPR) i Józef Biniszkiewicz (PPS). Szefem Wydziału Administracyjnego został prawnik Paweł Kempka. Wśród działaczy Komisariatu było też ścisłe dowództwo POW: Alfons Zgrzebniok, Mieczysław Paluch i Paweł Chrobok.
W dniu 27/28 maja 1920 niemieckie bojówki dokonały zbrojnej napaści na Hotel „Lomnitz”, którą jednak pracownikom komisariatu udało się odeprzeć.

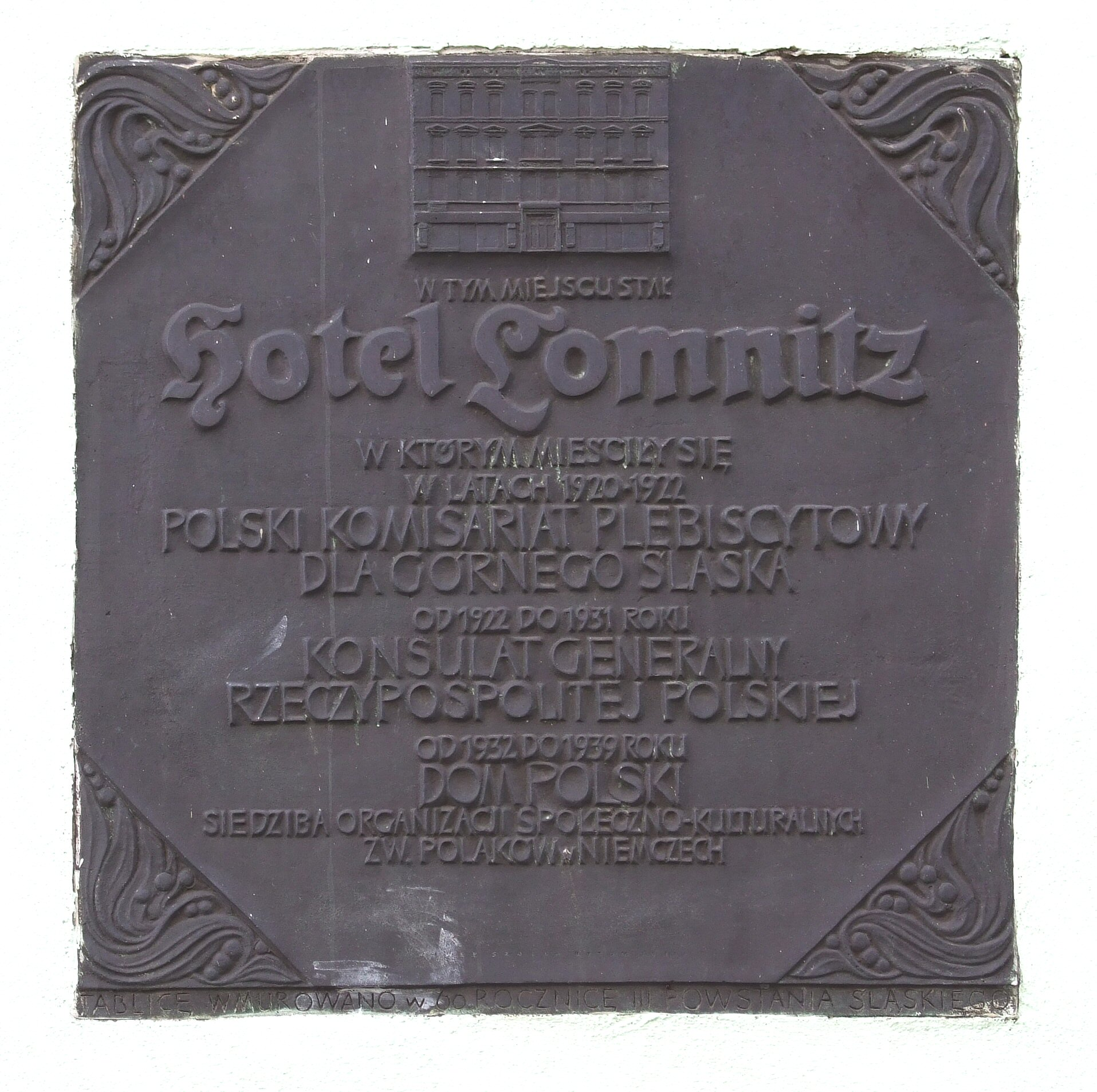
Pamiątkowa tablica w miejscu gdzie stał Hotel Lomnitz

## Struktura organizacyjna
Polski Komisariat Plebiscytowy był organizacją bardzo rozbudowaną, liczył 27 wydziałów i sekcji: 
- wywiadowczo-informacyjny, Szef W.W.I Józef Alojzy Gawrych[2]
- polityki wewnętrznej,
- organizacyjną,
- prasową,
- aprowizacji,
- szkolny,
- kulturalny,
- oświatowy,
- administracyjny,
- wychowania fizycznego,
- prawny,
- rolny,
- kolei i poczt,
- kościelny,
- gospodarczy,
- górniczy,
- przemysłu i handlu,
- reemigracyjny,
- przemysłu i handlu,
- centrali druku i papieru,
- statystyczny,
- wydawnictw,
- dyplomatyczny,
- propagandy zagranicznej,
- zdrowia,
- Polska Organizacja Wojskowa
- PCK

Ponadto na terenie plebiscytowym działały powiatowe i gminne komitety plebiscytowe. Na czele powiatowych komitetów stali komisarze powiatowi, a na czele gminnych - mężowie zaufania.

## Inicjatywy sportowe
Ponieważ śląska młodzież, trenując w niemieckich klubach, była narażona na germanizację, PKP wezwał do tworzenia polskich klubów sportowych na Górnym Śląsku (pierwszym polskim legalnym klubem była Polonia Bytom). Latem 1920 istniało już 112 klubów, zrzeszających przeszło 15 tys. polskiej młodzieży.